# J. Ann Tickner
J. Ann Tickner is een theoreticus van de feministische internationale betrekkingen. Ze is professor aan de School of International Relations, University of Southern California, Los Angeles. Ze schreef de boeken Gendering World Politics: Issues and Approaches in the Post-Cold War Era (Columbia University, 2001), Gender in International Relations: Feminist Perspectives on Achieving International Security (Columbia University, 1992), en (Columbia University, 1987). Een van haar bekendste artikelen in een wetenschappelijk tijdschrift is "You just don't understand" (International Studies Quarterly (1997) 41, 611-632) dat de hoofdstroom internationale-betrekkingentheoretici (zoals Robert Keohane) beschuldigde van het niet herkennen van het kritische potentieel van feministische theorie. 
J. Ann Tickner is voorzitter van de International Studies Association (ISA). 
Ze was getrouwd met Hayward Alker tot zijn dood in 2007.